# Штабелювання

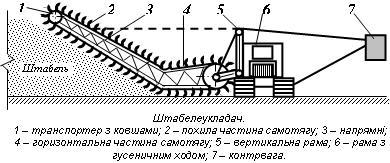

Штабелювання (рос. штабелирование, англ. stockpiling, нім. Stapelung f) – технологічна операція перевалки сипкого матеріалу з навалу у штабель. Штабель сипкого матеріалу має трикутний або трапецієподібний поперечний перетин при висоті до 8 м. Довжина штабелю залежить від технології забирання: при перевалочному забирання – до 460 м, при забиранні бункерними машинами – до 80 м. При штабелюванні поверхні штабелю надається рівний рельєф без бугрів і западин для зниження намокання матеріалу при збереженні. Кут нахилу бокових поверхонь повинен відповідати куту природного укосу, який залежить від складу і вологості штабельованого матеріалу. Подовжня вісь штабелю розташована паралельно осі валового каналу і перпендикулярно картовим. Штабелювання виконується самохідним штабелеукладачем (рис.), який складається з: робочого органу – скребкового самотягу, рами з гусеничним ходом, вертикальної рами, контрваги, механізму трансмісії і гідравлічної системи управління.
Скребковий самотяг має дві шарнірно з’єднаних частини похилу і горизонтальну, що являють собою тягові втулочно-роликові ланцюги із скребками коритоподібної форми, які закріплені до пластин ланцюга. Шарнірне з’єднання обох частин самотягу дає можливість при зміні положення верхньої похилої частини зберігати горизонтальне положення нижньої, що дозволяє більш чисто і за менше число проходів забирати матеріал з навалів. 